# Ana Margarida Falcão
Ana Margarida Falcão (Funchal, 2 de janeiro de 1949  - Funchal, 10 de setembro de 2016) foi professora de Português e doutorou-se em Teoria da Literatura e Literatura Portuguesa dando aulas durante 24 anos na Universidade da Madeira. Publicou trabalhos na área da Literatura Portuguesa e na área de Estudos Interartes.
Foi membro da Associação Internacional de Literatura Comparada (AILC) e da Associação Internacional de Lusitanistas (AIL).
É convidada para colaborar com o Departamento de Cultura da Câmara Municipal do Funchal na Feira do Livro, assim como, na organização do Colóquio Internacional do Funchal e Prémio Literário "Cidade do Funchal - Edmundo de Bettencourt".
Fez parte da revista 'Islenha' a convite da Direção Regional dos Assuntos Culturais da Madeira (DRAC).

## Participação nos media
Em parceria com a escritora/apresentadora Maria Aurora, Margarida Falcão participa em programas da RTP-Madeira entre 1993 e 2007. Principalmente, em "Letra dura e arte fina" (1993 - 1997), "Madeira, artes e letras" (1998 - 2000), "A Madeira e a literatura" (2007) e o talk-show "Nome: mulher" (2005).
Entre 2000-2003 anima programas na RDP-Madeira, dedicados a livros.

## Publicações
Ana Margarida Falcão publicou dois livros, escreveu crónicas, contos, poesia e artigos científicos para revistas literárias.